# Juan Ayuso
Juan Ayuso Pesquera (ur. 16 września 2002 w Barcelonie) – hiszpański kolarz szosowy.

## Osiągnięcia
Opracowano na podstawie:

2019
- 3. miejsce w Gipuzkoa Klasika
- 3. miejsce w mistrzostwach Hiszpanii juniorów (jazda ind. na czas)
- 1. miejsce w mistrzostwach Hiszpanii juniorów (start wspólny)

2020
- 1. miejsce w Gipuzkoa Klasika
- 1. miejsce w mistrzostwach Hiszpanii juniorów (jazda ind. na czas)
- 1. miejsce w mistrzostwach Hiszpanii juniorów (start wspólny)

2021
- 1. miejsce w Trofeo Piva
- 1. miejsce w Giro del Belvedere
- 1. miejsce w Giro Ciclistico d’Italia
  - 1. miejsce w klasyfikacji punktowej
  - 1. miejsce w klasyfikacji górskiej
  - 1. miejsce w klasyfikacji młodzieżowej
  - 1. miejsce na 2., 5. i 7. etapie
- 2. miejsce w Prueba Villafranca-Ordiziako Klasika
- 3. miejsce w mistrzostwach Europy do lat 23 (start wspólny)

2022
- 2. miejsce w Trofeo Laigueglia
- 1. miejsce w klasyfikacji młodzieżowej Tour de Romandie
- 1. miejsce w Circuito de Getxo
- 3. miejsce w Vuelta a España

2023
- 1. miejsce na 3. etapie Tour de Romandie
- 2. miejsce w Tour de Suisse
  - 1. miejsce na 5. i 8. etapie
- 2. miejsce w mistrzostwach Hiszpanii (start wspólny)
- 3. miejsce w Prueba Villafranca-Ordiziako Klasika
- 4. miejsce w Vuelta a España
  - 1. miejsce w klasyfikacji młodzieżowej

2024
- 1. miejsce w Ardèche Classic
- 2. miejsce w La Drôme Classic
- 3. miejsce w Trofeo Laigueglia
- 2. miejsce w Tirreno-Adriático
  - 1. miejsce w klasyfikacji młodzieżowej
  - 1. miejsce na 1. etapie
- 1. miejsce w Vuelta al País Vasco
  - 1. miejsce w klasyfikacji młodzieżowej
  - 1. miejsce na 1. etapie
- 1. miejsce na 4. etapie Tour de Luxembourg

2025
- 1. miejsce w La Drôme Classic
- 1. miejsce w Trofeo Laigueglia
- 1. miejsce w Tirreno-Adriático
  - 1. miejsce w klasyfikacji młodzieżowej
  - 1. miejsce na 6. etapie
- 2. miejsce w Volta Ciclista a Catalunya
  - 1. miejsce w klasyfikacji młodzieżowej
  - 1. miejsce na 3. etapie
- 1. miejsce na 7. etapie Giro d’Italia

## Starty w Wielkich Tourach
| Grand Tour | 2022 | 2023 | 2024 | 2025 |
| ---------- | ---- | ---- | ---- | ---- |
| Giro       | -    | -    | -    | DNF  |
| Tour       | -    | -    | DNF  | -    |
| Vuelta     | 3.   | 4.   | -    |      |

## Rankingi
| Rok             | 2021 | 2022 | 2023 | 2024 |
| --------------- | ---- | ---- | ---- | ---- |
| World Ranking   | 195. | 25.  | 29.  | 24.  |
| UCI Europe Tour | 168. | 19.  | 26.  | 20.  |
|                 |      |      |      |      |
| Źródło: UCI     |      |      |      |      |